# Daniel Inouye
Daniel Inouye   (Honolulu, 7 de setembre de 1924 - Bethesda, 17 de desembre de 2012) fou un polític estatunidenc, membre del  Partit Demòcrata, senador per Hawaii al Congrés dels Estats Units des de 1963 fins al 2012.